# Xã Liberty, Quận Cherokee, Iowa
Xã Liberty (tiếng Anh: Liberty Township) là một xã thuộc quận Cherokee, tiểu bang Iowa, Hoa Kỳ. Năm 2010, dân số của xã này là 190 người.